# Victor Wong (actor)
Yee Keung Victor Wong (en chino, 黄自強; pinyin, Huáng Zìqiáng, San Francisco, California, 30 de julio de 1927 - Locke, California, 12 de septiembre de 2001), conocido artísticamente como Victor Wong, fue un actor y periodista estadounidense de ascendencia china. Wong protagonizó numerosos papeles secundarios durante la década de los 80 y 90.

## Primeros años
Wong nació el 30 de julio de 1927 en San Francisco, California, hijo de inmigrantes chinos. Su padre, Sare King Wong, nació y se crio en la provincia de Cantón, pero más tarde se trasladaría a Shanghái para trabajar como periodista de noticias, mientras que su madre era una cristiana devota. Wong tuvo cuatro hermanos; Sara Wong Lum, Zeppelin Wong, Shirley Wong Frentzel y Betty Wong. Desde pequeño hablaba con fluidez inglés y cantonés, lo que contribuyó a formar su carrera temporaria en Hong Kong. 

### Educación
Wong estudió ciencias políticas y periodismo en la Universidad de California en Berkeley, así como también teología en la Universidad de Chicago bajo la tutela de Paul Tillich, Reinhold Niebuhr y Martin Buber. Cuando regresó a San Francisco, Wong reanudó sus estudios en el Instituto de Arte de San Francisco bajo las eseñanzas de Mark Rothko.
En la década de 1950, mientras aún estudiaba arte con Rothko, Wong realizó su primera exposición de arte en la City Lights Bookstore. Durante este tiempo, Wong trabó amistad con Lawrence Ferlinghetti. También ilustró Oranges, la primera colección de poesía del poeta Dick McBride en 1960. Conoció a Jack Kerouac a principios de la década de 1960, quien relató su encuentro con Wong en su novela Big Sur (1962). En la novela, Wong es caracterizado como el personaje de "Arthur Ma".

## Carrera
Después de que su carrera en el periodismo terminase, Wong se volcó a la actuación. Comenzó a actuar en un teatro asiático-americano local y más tarde protagonizó papeles muchos más importantes en teatros de Nueva York. En octubre de 1980, Wong hizo su debut en la Asian American Theater Company (AATC) de San Francisco, apareciendo en la obra Paper Angels de Genny Lim. 
Su trabajo escénico más tarde le llevaría a aparecer en televisión y eventualmente, en películas. Mientras filmaba películas, Wong vivió en Sacramento, California, donde apoyaba los teatros de la localidad. En 1992, actuó en la película china, Cageman (笼民). Más tarde, aparecería como el abuelo Mori Tanaka (nombre cambiado a Mori Shintaro en 3 Ninjas Kick Back) en la popular franquicia de películas 3 Ninjas. También aparecería en las películas de culto, Big Trouble in Little China y Tremors.
Otro de sus papeles más conocidos es el de Chen Baochen en El último emperador, la cual ganó el Premio Oscar a mejor película en 1987. Sin embargo, Wong tuvo disputas sobre la autenticidad histórica con el director del filme, Bernardo Bertolucci, quien eliminó la mayoría de las escenas de Wong en la película. Wong se retiró de la actuación en 1998, luego de sufrir dos derrames cerebrales, lo que también contribuyó a su posterior muerte.

## Vida personal
Wong estuvo casado en cuatro ocasiones. Primero con la directora de teatro Olive Thurman Wong (hija del activista Howard Thurman), Carol Freeland, Robin Goodfellow y finalmente con Dawn Rose. Tuvo dos hijas, Emily y Heather, y tres hijos, Anton, Lyon (miembro de la banda Tales of Terror) y Duncan. Su hijo Lyon murió el 6 de enero de 1986, después de ser atacado por un joven menor de edad mientras se dirigía a su hogar en Sacramento, a la edad de solo 22 años. El agresor recibió una sentencia de seis meses por el homicidio de Wong.

### Muerte
En la mañana del 11 de septiembre de 2001, Wong se enteró acerca de los ataques terroristas en Nueva York y Washington. Él y su esposa pasaron todo el día viendo las noticias y tratando de discernir el destino de los hijos de Wong, quienes vivían en Nueva York. Wong permaneció despierto toda la noche viendo las noticias, mientras que su esposa se retiró a descansar. El agotamiento físico sumado a sus previos accidentes cerebrovasculares causaron que Wong sufriera de un ataque al corazón en algún momento durante la mañana del 12 de septiembre. Tenía 74 años.

## Filmografía
| Año  | Título                                        | Papel                             | Notas                                  |
| ---- | --------------------------------------------- | --------------------------------- | -------------------------------------- |
| 1985 | Dim Sum: A Little Bit of Heart                | Tío Tam                           |                                        |
| 1985 | Year of the Dragon                            | Harry Yung                        |                                        |
| 1986 | Big Trouble in Little China                   | Egg Shen                          |                                        |
| 1986 | Shanghai Surprise                             | Ho Chong                          |                                        |
| 1986 | The Golden Child                              | El anciano                        |                                        |
| 1987 | El último emperador                           | Chen Baochen                      |                                        |
| 1987 | El príncipe de las tinieblas                  | Profesor Howard Birack            |                                        |
| 1989 | Fatal Vacation                                | Abuelo                            | También conocida como An le zhan chang |
| 1989 | Eat a Bowl of Tea                             | Wah Gay                           |                                        |
| 1989 | Life Is Cheap...But Toilet Paper Is Expensive | Hombre ciego                      |                                        |
| 1990 | Tremors                                       | Walter Chang                      |                                        |
| 1990 | Solo                                          | Frank                             | Cortometraje                           |
| 1991 | Mystery Date                                  | Portero                           |                                        |
| 1992 | 3 Ninjas                                      | Mori Tanaka                       |                                        |
| 1992 | Cageman                                       | Sissy                             | También conocida como Long min         |
| 1992 | The Ice Runner                                | Fyodor                            |                                        |
| 1993 | The Joy Luck Club                             | Viejo Chong, el profesor de piano |                                        |
| 1994 | 3 Ninjas Kick Back                            | Mori Shintaro                     |                                        |
| 1995 | 3 Ninjas Knuckle Up                           | Mori Shintaro                     | Mori Tanaka                            |
| 1995 | Da mao xian jia                               | Tío Nine                          |                                        |
| 1995 | The Stars Fell on Henrietta                   | Henry Nakai                       |                                        |
| 1995 | Jade                                          | Sr. Wong                          |                                        |
| 1996 | The Devil Takes a Holiday                     | Chi Chi                           |                                        |
| 1996 | Paper Dragons                                 | Master Chang                      |                                        |
| 1997 | Seven Years in Tibet                          | Chinese 'Amban'                   |                                        |
| 1998 | 3 Ninjas: High Noon at Mega Mountain          | Mori Tanaka                       |                                        |

| Año       | Título                  | Papel          | Notas                        |
| --------- | ----------------------- | -------------- | ---------------------------- |
| 1975–1976 | Search for Tomorrow     |                |                              |
| 1985      | Nightsongs              | Fung Leung     | Telefilm                     |
| 1988      | Beauty and the Beast    | Dr. Wong       | Episodio: "China Moon"       |
| 1989      | A Fine Romance          | Lon Mo Wah     |                              |
| 1990      | Legacy                  | Larry Chow     |                              |
| 1990      | Forbidden Nights        | Ho             | Telefilm                     |
| 1990      | Midnight Caller         | Phil Wong      | Episodio: "Language Barrier" |
| 1994      | Due South               | Coo            | Episodio: "Chinatown"        |
| 1996      | Poltergeist: The Legacy | Lee Tzin-Soong | Episodio: "Fox Spirit"       |